# ТЕС Кельвін
ТЕС Кельвін — теплова електростанція на північному сході Південно-Африканської Республіки в Йоганнесбурзі.
Перші потужності на майданчику цієї конденсаційної станції, розрахованої на використання вугілля, звели у 1957—1960 роках. Це була так звана Station A, котра мала шість парових турбін по 30 МВт кожна. В наступному десятилітті (1962—1969) спорудили другу чергу — Station B із семи парових турбін по 60 МВт.
Станція тривалий час належала муніципалітету Йоганнесбургу, допоки у 2001-му не була приватизована. Таке рішення було, зокрема, зумовлене потребою постійних ремонтних робіт на ТЕС, основне обладнання якої вже відпрацювало кілька десятків років.
В підсумку у 2012-му старішу Station A закрили. Що стосується другої черги, то у 2015 році внаслідок відновлювальних робіт на одному генераторі та п'яти турбінах вдалось довести фактичну потужність станції зі 120 до 300 МВт.